# راینگاو-تاونوس
راینگاو-تاونوس (به آلمانی: Rheingau-Taunus-Kreis) یک منطقهٔ روستایی در آلمان است که در دارمشتات واقع شده‌است.

## خصوصیات
راینگاو-تاونوس ۱۸۵٬۵۵۷ نفر جمعیت دارد.

## خواهرخوانده
شهر Charlottenburg-Wilmersdorf خواهرخواندهٔ راینگاو-تاونوس هست.